# 1re division de Marines (États-Unis)
Pour les articles homonymes, voir 1re division.
La 1re Division des Marines (1st Marine Division - 1st MARDIV) est une division d'infanterie du Corps des Marines des États-Unis basée à Camp Pendleton en Californie. Elle est une composante de la 1re Force Expéditionnaire de Marine.
Elle est la plus ancienne et la plus grande division du Corps des Marines en activité (soit 19 000 hommes et femmes prêts au combat). Surnommée « The Old Breed », elle fournit les forces de combat terrestres à la 1re Force Expéditionnaire de Marine.

## Mission
La division est utilisée comme élément de combat terrestre de la 1re Force Expéditionnaire de Marine. Elle fournit également les forces d'assaut amphibie pour les forces expéditionnaires navales et mènent les opérations terrestres qui s'ensuivent dans tout type d'environnement.

## Organisation
La 1re Division de Marines est actuellement organisée en quatre régiments :
- le 1er régiment de Marines
- le 5e régiment de Marines
- le 7e régiment de Marines
- le 11e régiment de Marines

Un certain nombre d'unités spécialisées ne font pas partie d'un régiment en particulier mais dépendent directement du commandement de division. Parmi ces unités : le 1er bataillon de combat du génie, le 1er bataillon de reconnaissance blindé, le 1er bataillon de reconnaissance, le 1er bataillon de chars, le 3e bataillon d'assaut amphibie, le 3e bataillon de reconnaissance blindé.

## Histoire
Le 1er régiment de Marines vit le jour le 8 mars 1911 à Guantanamo Bay à Cuba. Le 5e régiment fut créé à Vera Cruz au Mexique le 13 juillet 1914 et participa à 15 grandes batailles durant la Première Guerre mondiale dont Bois Belleau, Saint-Mihiel et Château-Thierry. Le 7e régiment fut créé le 7 août 1917 à Philadelphie et passa la Première Guerre mondiale à Cuba avant d'être démantelé après la guerre. Le 11e régiment fut créé en janvier 1918 à Quantico comme régiment d'artillerie légère. Le régiment fut envoyé en France comme unité d'infanterie. Démantelé et reformé deux fois durant l'entre-deux guerres, le régiment fut reformé en 1940 comme unité d'artillerie à part entière.

### Seconde Guerre mondiale

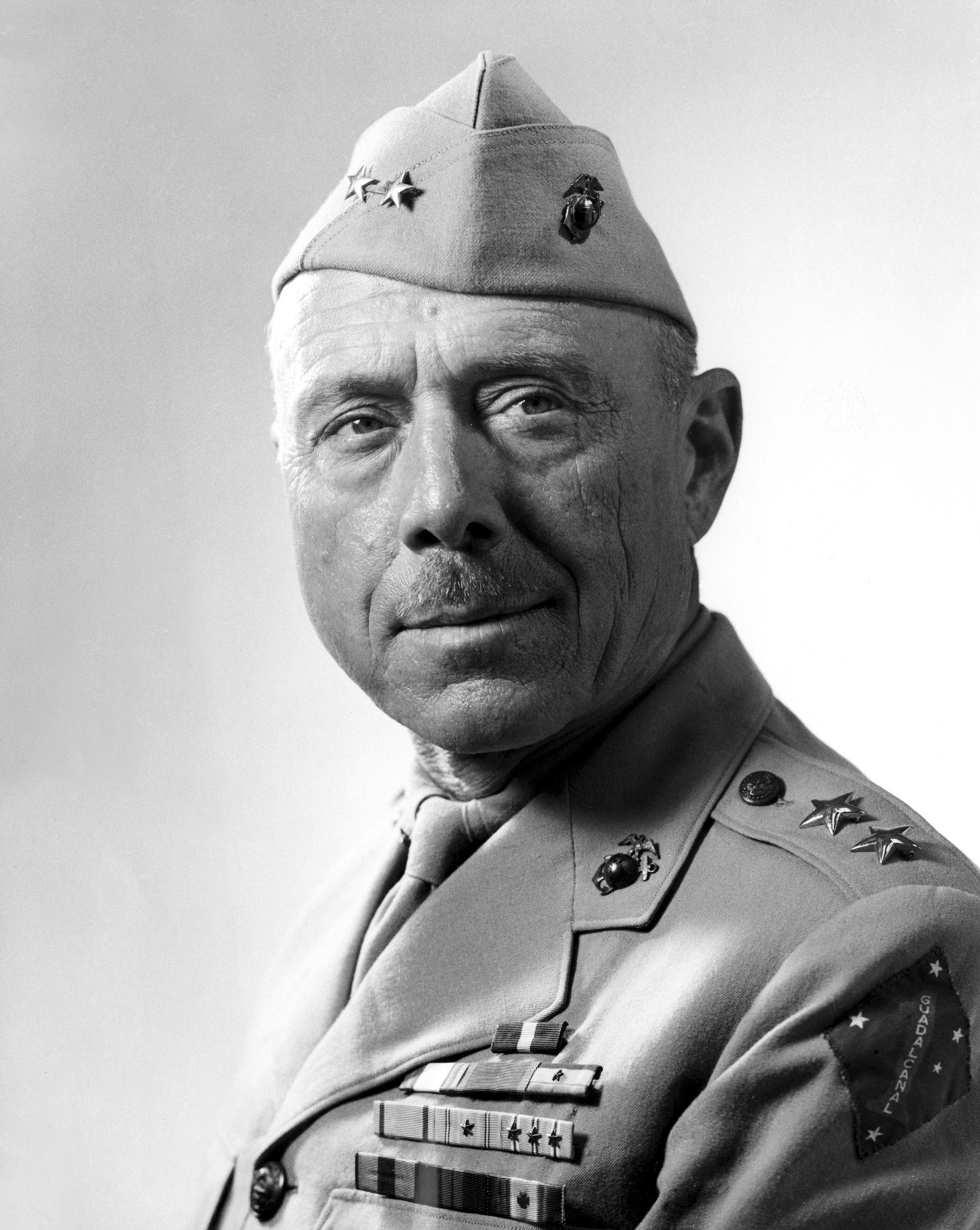
Le général William H. Rupertus (1889-1945), qui commanda la division durant la Seconde Guerre mondiale.

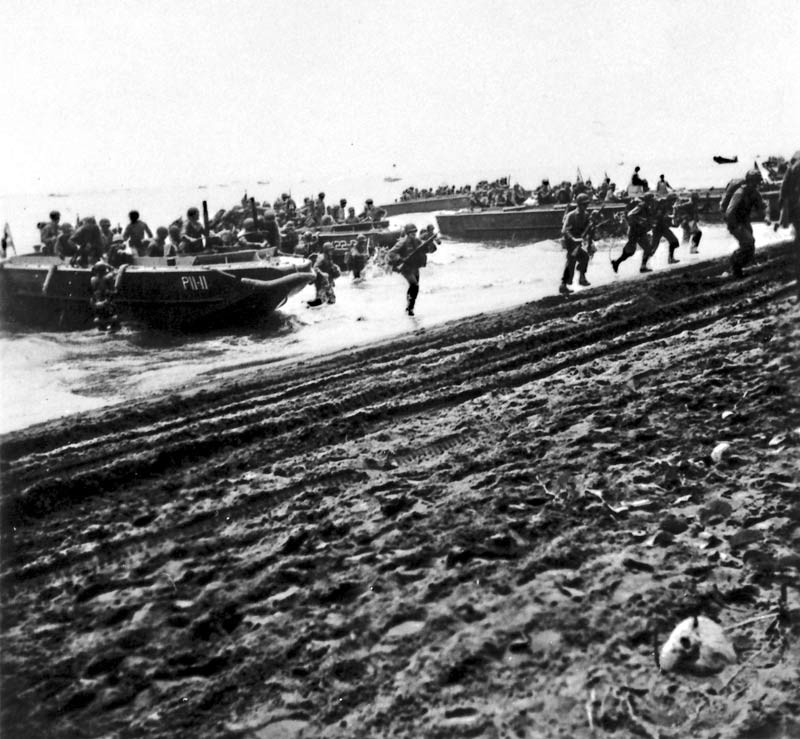
1re division des Marines débarque à Guadalcanal en 1942.

La 1re Division de Marines fut formée à bord de l'USS Texas le 1er février 1941. Ses unités furent dispersées dans l'océan Pacifique avec les éléments de soutien. Le 1er Régiment fut envoyé en Nouvelle-Zélande et fut par la suite débarqué à Guadalcanal, dans les Salomon, le 7 août 1942.
La division dans son entier participa à la bataille de Guadalcanal avant d'être relevée le 9 décembre 1942 par la 23e Division d'infanterie du général Alexander Patch. Le bilan de la division fut lourd : 650 morts, 1 278 blessés, 31 portés disparus et 8 580 malades du paludisme. Cet engagement lui valut la première de ses trois Presidential Unit Citations. Les deux autres furent reçues pour les batailles de Peleliu et Okinawa.
Après Guadalcanal la division fut envoyée à Melbourne, en Australie, pour se reposer et se reconstituer. C'est durant ce séjour que la chanson traditionnelle australienne « Waltzing Matilda » fut choisie comme hymne de la division.
La division prit ensuite part à l'opération Cartwheel qui était le nom de code des campagnes en Nouvelle-Guinée Orientale et sur l'île de Nouvelle-Bretagne. Elle débarqua lors de la bataille de Cap Gloucester le 26 décembre 1943 et combattit en Nouvelle-Bretagne jusqu'en février 1944. Elle déplora 310 morts et 1083 blessés. Après les combats, elle fut envoyée en repos à Pavuvu (en) dans les îles Russell.
La bataille suivante à laquelle prit part la 1re Division de Marines fut la plus sanglante, celle de Peleliu. Elle débarqua le 15 septembre au sein du 3e Corps d'assaut amphibie. Le commandant de la division, le Major General William H. Rupertus, déclara que les combats seraient « …durs mais courts. Ce sera fini en trois ou quatre jours – un combat comme Tarawa. Âpre mais rapide. Ensuite on pourra repartir en repos. » Comme pour se moquer de cette prédiction, la première semaine de combat fit 3946 blessés dans les rangs de la division, les points-clés de l'aérodrome étant passés sous contrôle américain. La division combattit encore un mois sur Peleliu avant d'être relevée. Ce mois de combat contre la 14e division de l'armée impériale japonaise fit 1252 tués et 5274 blessés dans les rangs de la 1re Division de Marines.
La dernière campagne de la Seconde Guerre mondiale à laquelle participa la division fut la bataille d'Okinawa. Les possibilités d'ancrage de la flotte, la place pour le stationnement des troupes et les pistes d'aviation conféraient à cette île proche du Japon une importante stratégique capitale.
La 1re Division débarqua le 1er avril 1945. Sa première mission était de prendre la moitié nord de l'île en compagnie de la 6e Division des Marines – ce qui fut réalisé promptement. Le XXIVe Corps de l'armée de terre rencontra une telle résistance de la 32e armée japonaise dans le sud qu'à la fin avril la 1re Division fut déplacée dans cette zone pour soulager la 27e Division d'infanterie de l'armée.
La division combattit durement jusqu'au 21 juin 1945, date à laquelle l'île fut déclarée sécurisée. Cette bataille coûta la vie à 1655 soldats de la division.
Après la reddition du Japon, la 1re Division fut envoyée en Chine avec pour mission d'évacuer les centaines de milliers de soldats et civils japonais qui avaient occupé le pays. Elle débarqua à Taku le 30 septembre 1945 au milieu des affrontements entre le Kuomintang et le Parti communiste chinois. La plupart des Marines furent chargés de surveiller les trains, les ponts et les dépôts de nourriture et de charbon.
À l'été 1946, la division commença à souffrir de l'effet de la démobilisation et son efficacité commença à décroitre, pourtant sa mission en Chine fut maintenue. Néanmoins, comme il devenait de plus en plus évident que les négociations entre les factions chinoises allaient capoter, des plans de retrait des Marines furent dressés. Les derniers éléments de la 1re Division quittèrent la Chine le 1er septembre 1947.

### Guerre de Corée
Affaiblie par la Seconde Guerre mondiale, la division est reconstituée sur le champ de bataille pour participer à l'assaut amphibie d'Inchon le 15 septembre 1950 sous le commandement du général MacArthur (Opération Chromite). À Inchon, la division dut faire face à l'un de ses plus grands défis : se déployer sans attendre (il lui manquait le tiers de ses hommes d'infanterie) et y lancer un assaut amphibie, le tout dans des conditions de marées exécrables. Après le débarquement les hommes foncèrent vers le nord et après d'intenses combats ils libérèrent Séoul.
Après la libération de Séoul, la division fut embarquée et emmenée vers la côte orientale de la péninsule coréenne où elle débarqua à Wonsan. Intégrée au 10e Corps d'armée commandé par le Major General Edward Almond, la division reçut l'ordre de se déplacer aussi vite que possible vers le nord le long du fleuve Yalu. Le commandant de la division d'alors, le Major General O.P. Smith (en), désapprouva ce plan, convaincu qu'ils se feraient déborder et que les Chinois allaient entrer en guerre. Il ralentit volontairement son avance et consolida ses positions le long du chemin à chaque occasion. La 1re Division fut attaquée par sept divisions chinoises le 27 novembre 1950. Elle se battit pour s'extraire du réservoir de Chosin en perdant 900 hommes et en ramenant 3500 blessés, sans compter les 6500 hommes souffrant de gelures. La 9e armée chinoise fut en grande partie neutralisée avec la mise hors de combat de 37500 hommes.
Au début de l'année 1951, la division participa, sous l'égide de l'ONU, à plusieurs offensives dans le centre-est de la Corée. Elle défendit la zone de l'offensive de printemps des forces chinoises composées de 500 000 hommes. En juin 1951, la division avait poussé vers le nord et sécurisé la zone autour du Punch Bowl en déployant une ligne de défense de 20 km de long.
À la mi-mars 1952 la 8e Armée, à qui la 1re Division était attachée, lança l'opération Mixmaster. Cette opération visait à mettre en place le redéploiement massif des forces des Nations unies avec l'objectif de placer plus d'unités sud-coréennes sur la Ligne Principale de Résistance. La 1re Division fut ainsi envoyée à l'extrémité ouest de la ligne de démarcation de l'ONU entre Séoul et Pyongyang.
Durant la plus grande partie de l'année suivante, dans ce qui allait s'appeler « la guerre d'avant-postes », l'action allait se concentrer le long de cette ligne sous la forme de petites actions locales visant à défendre et reprendre des avant-postes dans des endroits stratégiques. Cette situation changea en mars 1953 quand les Chinois lancèrent une offensive massive contre la ligne contrôlée par l'ONU. Les combats continuèrent jusqu'à ce qu'une trêve soit conclue le 27 juillet 1953.
La guerre de Corée fit 4 004 morts et 25 864 blessés dans les rangs de la 1re Division.

### Guerre du Viêt Nam
En 1965, le 7e Régiment de Marines participa aux opérations Starlite et Piranha (en), premiers véritables engagements des Américains dans le sud Viêt Nam. En mars 1966, le QG de la 1re Division de Marines s'installa à Chu Lai. En juin, tous les hommes de la division étaient au Viêt Nam. Jusqu'en mai 1967 la division fut engagée dans 44 opérations.
Durant l'offensive du Têt, en 1968, la division combattit contre des éléments du Viet Cong et de l'armée nord-vietnamienne et réussit à les repousser dans sa zone d'intervention.
La division reçut sa septième Presidential Unit Citation pour les combats menés entre le 29 mars 1966 et le 15 septembre 1967, et une huitième pour les combats menés entre le 16 septembre 1967 et le 31 octobre 1968.
En 1971, après six années de combats, le 1er Division de Marines retourna à Camp Pendleton. En 1975 elle apporta son soutien à l'évacuation de Saïgon (Opération Frequent Wind) en fournissant de la nourriture et des abris aux réfugiés vietnamiens à leur arrivée aux États-Unis.

### Guerre du Golfe
En 1990 la 1re Division de Marines formait le noyau dur des forces américaines envoyées au Moyen-Orient après l'invasion du Koweït par l'Irak. Durant l'opération Bouclier du désert la division prit part à la défense de l'Arabie saoudite au sein du 1er Corps Expéditionnaire de Marines. En 1991, la division prit part à l'opération Tempête du désert avec le reste de la coalition. Après 100h d'offensive terrestre, le Koweït fut libéré et l'armée irakienne battue.

### Opérations humanitaires
Immédiatement après la guerre du Golfe, la division envoya des unités pour porter secours aux victimes d'un cyclone au Bangladesh (opération Sea Angel) et à celles de l'éruption du Mont Pinatubo aux Philippines (opération Fiery Vigil).
En décembre 1992, l'opération Restore Hope fut lancée pour apporter de l'aide aux victimes de la famine qui frappe la Somalie. Le 9 décembre la 15e Unité Expéditionnaire de Marines débarqua à Mogadiscio, soutenu par le 2e bataillon, 9e régiment de Marines. Plus de 15 000 tonnes de nourriture furent distribuées. L'opération prit fin en avril 1993 avec le passage de relais entre les forces américaines et les casques bleus de l'Opération des Nations unies en Somalie.

### Guerre d'Irak
La 1re Division de Marines, sous le commandement du Major General James Mattis et au sein de la 1re Force Expéditionnaire de Marines, fut l'une des principales unités à envahir l'Irak en 2003 au cours de l'opération liberté irakienne. La division combattit d'abord dans le champ pétrolifère de Rumaila, feintant une attaque sur Bassorah puis bifurquant vers le nord vers Nassiriya, ville moyenne contrôlée par les Chiites dont l'importance stratégique reposait sur sa proximité avec la base aérienne de Talil. La division marcha ensuite sur Bagdad puis sur Tikrit. Un parcours de 808 kilomètres effectué en 17 jours de combats. Après l'invasion, la division mena entre mai et octobre 2003 des opérations de stabilisation et de sécurisation à Bagdad, Tikrit puis dans le sud de l'Irak. Pour ses actes en Irak, la division reçut sa neuvième Presidential Unit Citation.
La division retourna en Irak en février 2004 et prit le contrôle de la province d'Al Anbar dans l'ouest de l'Irak. Elle fut relevée en mars 2005 par la 2e Division de Marines. En 2006, la 1re Division fut de nouveau déployée dans la province d'Al Anbar puis revint à Camp Pendleton début 2007.

### Guerre d'Afghanistan
Des bataillons de la 1re Division de Marines sont régulièrement déployés en Afghanistan depuis 2008. En mars 2010, le quartier général de la division a été envoyé pour une mission de un an dans la province d'Helmand pour prendre le commandement des forces de Marines qui s'y trouvent dans le cadre de l'opération Enduring Freedom.

## Insigne
L'insigne d'épaule de la 1re Division de Marines fut dessiné par le Lieutenant Colonel Merrill B. Twining en février 1943 durant le séjour de la division à Melbourne en Australie. Le fond bleu avec les étoiles de la Croix du Sud viennent du drapeau australien. Le numéro 1 rouge rappelle les premiers combats de la division sur l'île de Guadalcanal.
L'insigne fut officiellement autorisé le 15 mars 1943. Certains hommes de la division portèrent leur insigne sur l'épaule droite pour se distinguer de ceux qui n'avaient pas participé aux combats de Guadalcanal.

## Décorations
Une décoration d'unité est décernée pour l'action citée. Les membres de l'unité ayant participé à l'action en question sont autorisés à porter une distinction sur leur uniforme.
La 1re Division de Marines a reçu les distinctions suivantes :
| Ruban | Décoration                                                                      | Année(s)                                                       | Précision(s)                                                                        |
| ----- | ------------------------------------------------------------------------------- | -------------------------------------------------------------- | ----------------------------------------------------------------------------------- |
|       | Presidential Unit Citation avec une étoile d'argent et trois étoiles de bronze  | 1942, 1944, 1945, 1950, 1950, 1951, 1966–1967, 1967–1968, 2003 | Guadalcanal, Peleliu-Ngesebus, Okinawa, Corée, Viêt Nam, Irak                       |
|       | Joint Meritorious Unit Award                                                    | 1992–1993                                                      | Somalie                                                                             |
|       | Navy Unit Commendation avec une étoile de bronze                                | 1952–1953, 1990–1991                                           | Corée, Asie du Sud-Est                                                              |
|       | Mexican Service Medal                                                           | Avril - Novembre 1914                                          | Vera Cruz                                                                           |
|       | Dominican Campaign Medal                                                        | Juin – décembre 1916                                           |                                                                                     |
|       | Haitian Campaign Medal avec une étoile de bronze                                | août 1915 – août 1934                                          |                                                                                     |
|       | Marine Corps Expeditionary Medal                                                |                                                                |                                                                                     |
|       | World War I Victory Medal avec une étoile de bronze                             |                                                                |                                                                                     |
|       | American Defense Service Medal avec une étoile de bronze                        | 1941                                                           | Seconde Guerre mondiale                                                             |
|       | Asiatic-Pacific Campaign Medal avec une étoile d'argent et une étoile de bronze |                                                                | Guadalcanal, Nouvelle-Guinée, Nouvelle-Bretagne, Peleliu, Okinawa                   |
|       | World War II Victory Medal                                                      | 1941–1945                                                      | Guerre du Pacifique                                                                 |
|       | Navy Occupation Service Medal avec "ASIE"                                       |                                                                |                                                                                     |
|       | China Service Medal avec une étoile de bronze                                   | Septembre 1946 – juin 1947                                     | Chine du nord                                                                       |
|       | National Defense Service Medal avec trois étoiles de bronze                     | 1950–1954, 1961–1974, 1990–1995, 2001–présent                  | Guerre de Corée, Guerre du Viêt Nam, Guerre du Golfe, Guerre contre le terrorisme   |
|       | Korean Service Medal avec deux étoiles d'argent                                 |                                                                | Inchon-Séoul, Réservoir de Chosin, Front du Centre-est, Front de l'Ouest            |
|       | Armed Forces Expeditionary Medal                                                | 1992–1993                                                      | Somalie                                                                             |
|       | Vietnam Service Medal avec deux étoiles d'argent et trois étoiles de bronze     | Juillet 1965 – avril 1971, avril – décembre 1975               | Chu Lai, Da Nang, Dong Ha, Qui Nhon, Hué, Phu Bai, Quang Tri, Opération New Arrival |
|       | Southwest Asia Service Medal avec deux étoiles de bronze                        | Septembre 1990 – février 1991                                  | Bouclier du Désert, Tempête du Désert                                               |
|       | Iraq Campaign Medal                                                             |                                                                | Mars 2004 – mars 2005, mars 2006 – février 2007                                     |
|       | Global War on Terrorism Expeditionary Medal                                     |                                                                | Mars – mai 2003                                                                     |
|       | Global War on Terrorism Service Medal                                           | 2001–présent                                                   |                                                                                     |
|       | Republic of Korea Presidential Unit Citation                                    |                                                                |                                                                                     |
|       | Vietnam Gallantry Cross                                                         |                                                                |                                                                                     |
|       | Vietnam Civil Actions Medal (en)                                                |                                                                |                                                                                     |